# بيت ثوابة (بعدان)

تعديل مصدري - تعديل

بيت ثوابة محلة تابعة لقرية المحلا، التابعة لعزلة الحرث بمديرية بعدان إحدى مديريات محافظة إب في الجمهورية اليمنية، بلغ تعداد سكانها 21 حسب تعداد اليمن لعام 2004.